# Schlag den Besten
Schlag den Besten (kurz SdB) ist eine Spielshow, die von Raab TV und Brainpool produziert wird. Seit 2024 wird sie bei RTL ausgestrahlt, zuvor war sie bei ProSieben zu sehen. Dabei treten nichtprominente Personen (2019–2022) bzw. Prominente (seit 2024) gegeneinander an.

## Ablauf der Show und Regeln
Bei Schlag den Besten treten nichtprominente Personen in verschiedenen Disziplinen wie Sport, Wissen, Geschicklichkeit, Taktik oder Glück gegeneinander an. Im Gegensatz zu Schlag den Raab finden keine Spiele außerhalb des Studios statt, außerdem bleiben die zwei bis vier Musikauftritte aus. Die Ausgaben von Schlag den Besten werden wie ehemals bei Schlag den Star vorab aufgezeichnet.

### ProSieben/Staffel 1 und 2
In Staffel 1 und 2 glich das Spielprinzip im Wesentlichen dem Ablauf von Schlag den Star. Lediglich die Anzahl der Spiele war anders: Eine Show bestand in der Regel aus bis zu 11 Spielen (12 Spiele bei einem Stechen).
Die Show war beendet, sobald einer der Kontrahenten nicht mehr von seinem Gegenspieler besiegt werden konnte, also wenn einer von beiden mindestens 34 von möglichen 66 Punkten erreicht hatte. Dies war frühestens im achten Spiel möglich. Hatten die Kandidaten nach 11 Spielen jeweils genau 33 Punkte, gibt es mit dem so genannten „Stechen“ ein Entscheidungsspiel.
Der Gewinner der Sendung (der „Beste“) erhielt 50.000 € und trat in der nächsten Sendung gegen einen neuen Kandidaten an, sodass er seinen Gewinn um weitere 50.000 € steigern konnte.

### ProSieben/Staffel 3
Mit der dritten Staffel erfolgte eine grundlegende Änderung des Spielprinzips: Der Titelverteidiger aus der vorangegangenen Sendung (der „Beste“) trat nun pro Show gegen maximal zehn Herausforderer an. Er entschied, gegen wen er als Erstes antrat. Siegte er, suchte er sich einen neuen Gegner für das darauffolgende Spiel aus. Verlor er, so schied er aus der Show aus und sein Gegner suchte sich einen anderen Gegner für das folgende Spiel aus.
Gewinne erhält der Kandidat nach jeder Runde, dabei handelte es sich um „hochwertige Sachpreise“.

### RTL/Staffel 1
Nachdem ProSieben sowohl Schlag den Besten als auch Blamieren oder Kassieren XL aus finanziellen Gründen und aufgrund Sendeplatzmangels nicht fortsetzte, hatte RTL im Juni 2023 bekanntgegeben, beide Shows zu übernehmen. Schlag den Besten solle ab dem ersten Halbjahr 2024 mit einem angepassten Konzept auf dem neuen Sender ausgestrahlt werden. Statt nicht prominenten Personen sollen ähnlich wie bei Schlag den Star Prominente gegeneinander antreten. Pro Ausgabe treten dabei jeweils elf Prominente in zehn Spielen gegeneinander an. Pro Spiel wird um 10.000 Euro gespielt. Der Sieger des Spiels muss ein weiteres Mal antreten und kann erst mit einem möglichen Gewinn von 20.000 € entscheiden, ob er weiter spielt, um weitere 10.000 Euro zu gewinnen, oder das erspielte Geld mit nach Hause nimmt. Die bereits ausgeschiedenen Kandidaten haben die Möglichkeit, erneut anzutreten, wenn der bisherige Sieger freiwillig aufhört. In dem Fall entscheidet das Publikum, wer nochmals antreten darf.
In der letzten Folge der Staffel spielen dann die beiden „Besten“ der Staffel um den Staffel-Jackpot. Im Finale „Kopf und Können“ spielen die Finalisten mehrere Spiele. Wer zuerst drei der Spiele gewonnen hat, gewinnt neben der bisherigen Gewinnsumme 100.000 €.
Elton bleibt weiterhin Moderator der Sendung. Frank Buschmann ist neuer Kommentator der Sendung.

## Moderatoren, Kommentatoren und Schiedsrichter
| Beteiligter     | Jahre       |
| Moderatoren     | Moderatoren |
| --------------- | ----------- |
| Elton           | 2019–       |
| Kommentatoren   |             |
| Ron Ringguth    | 2019–2022   |
| Frank Buschmann | 2024–       |

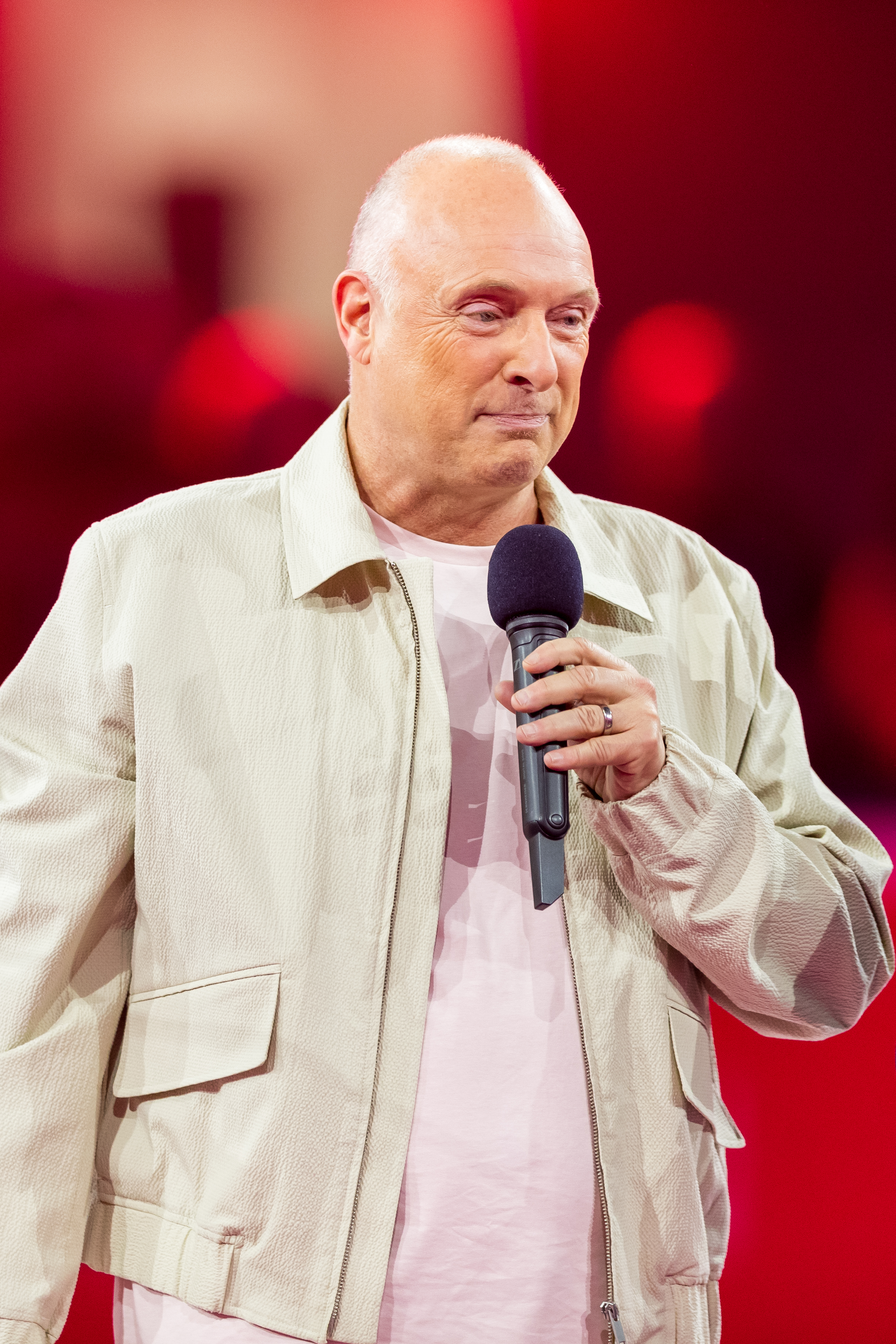
Kommentator Frank Buschmann (seit 2024)

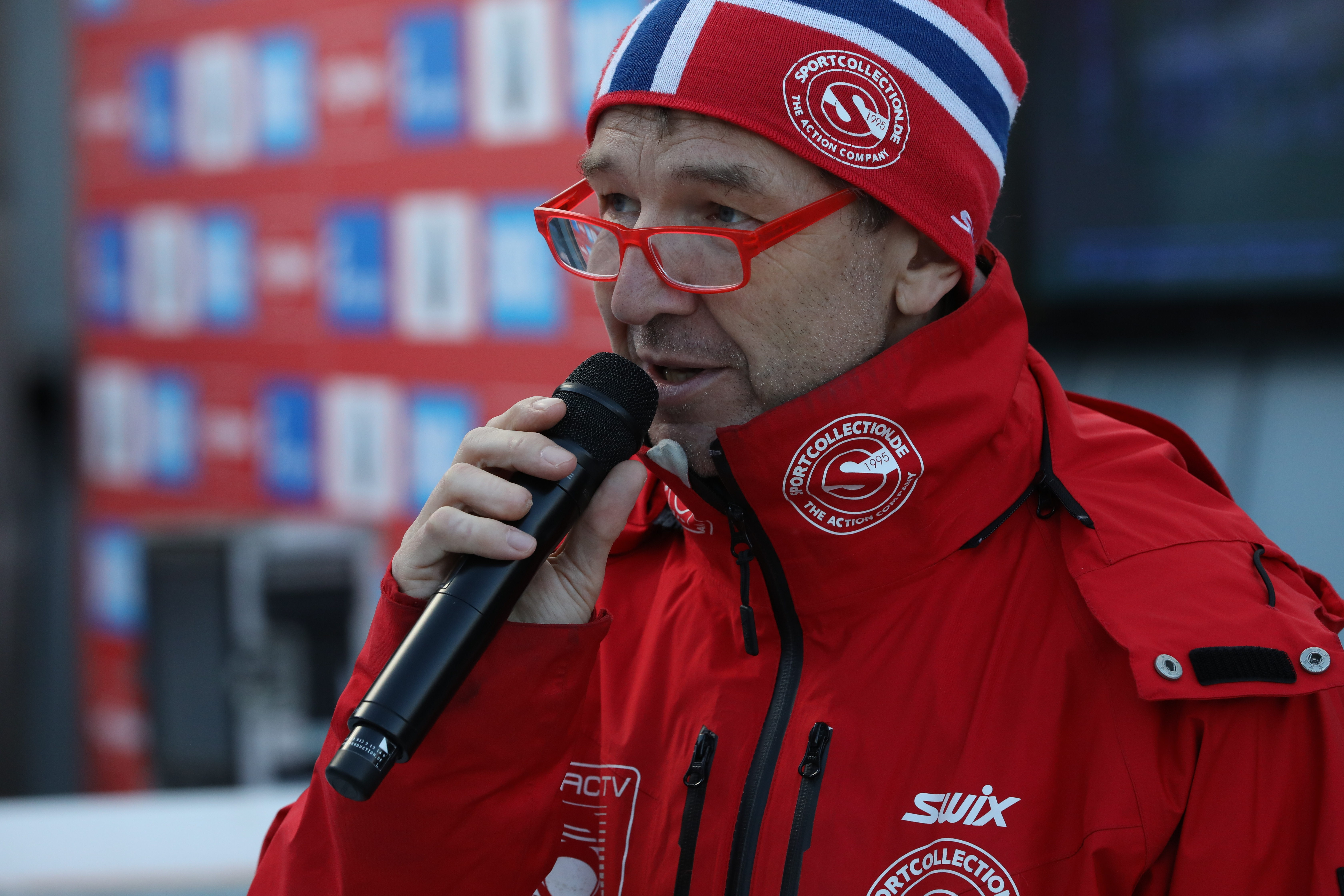
Kommentator Ron Ringguth (bis Staffel 3)

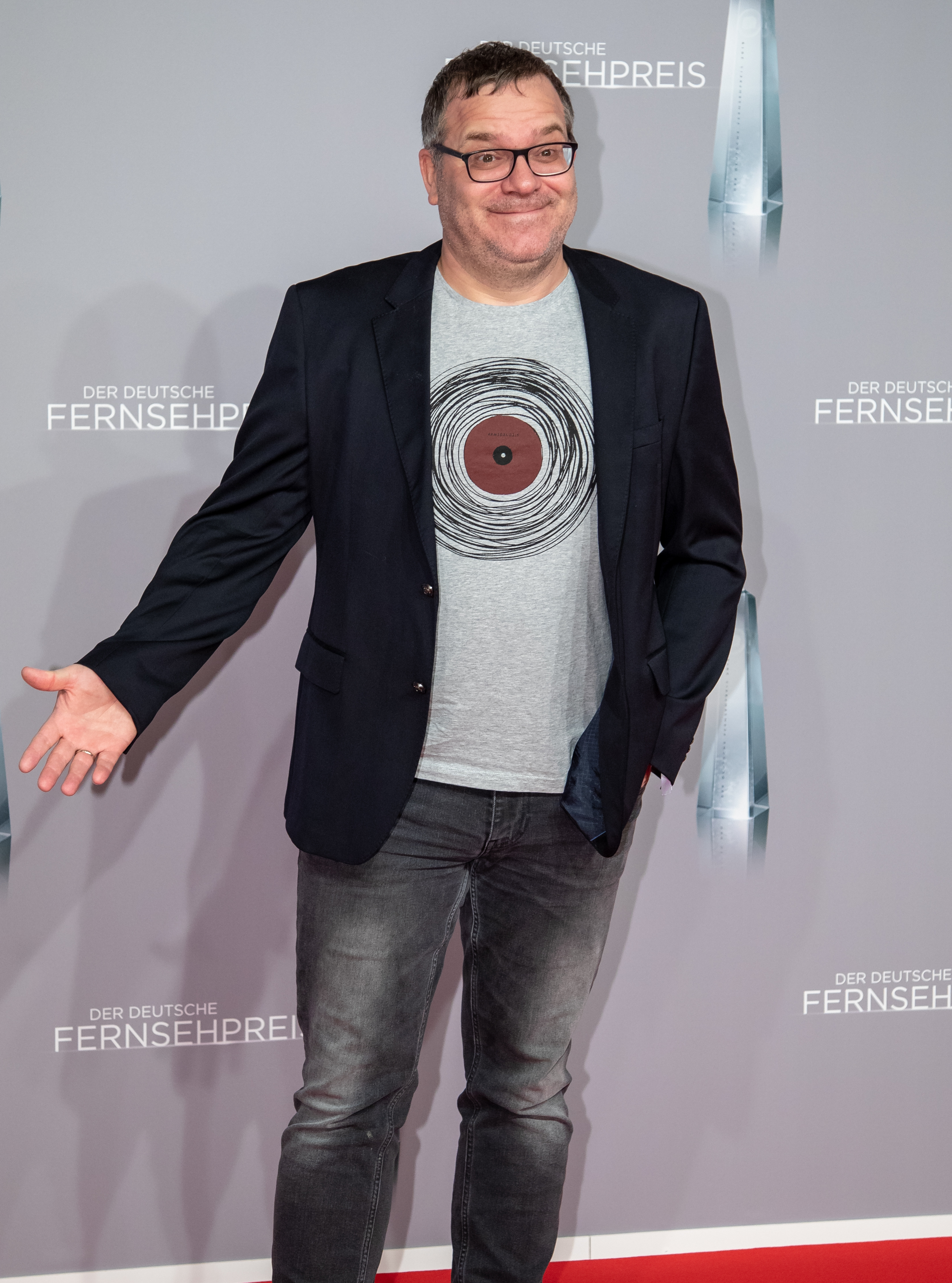
Moderator Elton

Moderator ist Elton. Zu dem aus TV total bekannten Spiel Blamieren oder Kassieren tritt er traditionell stets in einem roten Sakko auf, das ihm dafür meist von Korinna Kramer übergeben wird.
Die Spiele wurden von Ron Ringguth kommentiert, welcher auch die Kommentatorrolle bei Schlag den Star übernimmt. Bei den für RTL produzierten Ausgaben übernimmt Frank Buschmann den Kommentar der Spiele.
Bei manchen sportlichen Wettkämpfen werden Schiedsrichter aus der jeweiligen Sportart eingesetzt. Die meisten anderen Spiele leitet Moderator Elton.

## Ausgaben
Die Sendung wird in derselben Kulisse wie Schlag den Raab bzw. Schlag den Star produziert. Seit dem Wechsel zum Sender RTL ist das On Air Design leicht abgeändert.
Auf der Video-on-Demand-Website Myspass.de stehen die bei ProSieben ausgestrahlten Sendungen zur Verfügung, bei RTL+ die für RTL produzierten Ausgaben.

### ProSieben

#### Staffel 1
Die ersten vier Ausgaben wurden zwischen dem 24. Mai 2019 und dem 8. Juni 2019 aufgezeichnet und ab dem 8. August 2019 jeweils donnerstags ausgestrahlt.
| Folge | Datum         | Kandidat 1    | Kandidat 1 | Kandidat 1      | Kandidat 1 | Kandidat 1           | Kandidat 2        | Kandidat 2 | Kandidat 2             | Kandidat 2     | Kandidat 2           | Endergebnis | Spiele |
| Folge | Datum         | Name          | Alter      | Beruf           | Wohnort    | Mögliche Gewinnsumme | Name              | Alter      | Beruf                  | Wohnort        | Mögliche Gewinnsumme | Endergebnis | Spiele |
| ----- | ------------- | ------------- | ---------- | --------------- | ---------- | -------------------- | ----------------- | ---------- | ---------------------- | -------------- | -------------------- | ----------- | ------ |
| 1     | 8. Aug. 2019  | Robin Schmidt | 24         | Lehramtsstudent | Potsdam    | 050.000 €            | Felix Mittermeier | 23         | Medizinstudent         | Ulm            | 50.000 €             | 34:21       | 10     |
| 2     | 15. Aug. 2019 | Robin Schmidt | 24         | Lehramtsstudent | Potsdam    | 100.000 €            | Björn Freitag     | 33         | Pilot                  | Bischofsheim   | 50.000 €             | 43:23       | 11     |
| 3     | 22. Aug. 2019 | Robin Schmidt | 24         | Lehramtsstudent | Potsdam    | 150.000 €            | Moritz Helfen     | 24         | Zahnarzt               | Losheim am See | 50.000 €             | 34:11       | 9      |
| 4     | 29. Aug. 2019 | Robin Schmidt | 24         | Lehramtsstudent | Potsdam    | 200.000 €            | Helge Georg       | 44         | Kriminalhauptkommissar | Niddatal       | 50.000 €             | 37:8        | 9      |

#### Staffel 2
ProSieben kündigte für 2020 eine Fortsetzung der Show an. Die fünf Ausgaben der zweiten Staffel wurden zwischen dem 11. und dem 18. Januar 2020 aufgezeichnet und ab dem 28. Januar 2020 jeweils dienstags ausgestrahlt.
| Folge | Datum         | Kandidat 1         | Kandidat 1 | Kandidat 1           | Kandidat 1 | Kandidat 1           | Kandidat 2        | Kandidat 2 | Kandidat 2    | Kandidat 2 | Kandidat 2           | Endergebnis | Spiele |
| Folge | Datum         | Name               | Alter      | Beruf                | Wohnort    | Mögliche Gewinnsumme | Name              | Alter      | Beruf         | Wohnort    | Mögliche Gewinnsumme | Endergebnis | Spiele |
| ----- | ------------- | ------------------ | ---------- | -------------------- | ---------- | -------------------- | ----------------- | ---------- | ------------- | ---------- | -------------------- | ----------- | ------ |
| 5     | 28. Jan. 2020 | Robin Schmidt      | 24         | Lehramtsstudent      | Potsdam    | 250.000 €            | Ivica Tadić       | 32         | Maurermeister | Höhn       | 50.000 €             | 36:19       | 10     |
| 6     | 4. Feb. 2020  | Robin Schmidt      | 24         | Lehramtsstudent      | Hannover   | 300.000 €            | Hendrik Wedderien | 27         | Doktorand     | Köln       | 50.000 €             | 30:36       | 11     |
| 7     | 11. Feb. 2020 | Alexander Nobis    | 29         | Sportsoldat          | Berlin     | 50.000 €             | Hendrik Wedderien | 27         | Doktorand     | Köln       | 100.000 €            | 28:38       | 11     |
| 8     | 18. Feb. 2020 | Tobias Hoffmeister | 36         | Quizfragen-Redakteur | Bad Honnef | 50.000 €             | Hendrik Wedderien | 27         | Doktorand     | Köln       | 150.000 €            | 17:38       | 10     |
| 9     | 25. Feb. 2020 | Björn Beinhorn     | 24         | Friedhofsgärtner     | Hannover   | 50.000 €             | Hendrik Wedderien | 27         | Doktorand     | Köln       | 200.000 €            | 36:19       | 10     |

#### Staffel 3
Anfang November 2022 kündigte ProSieben eine dritte Staffel an. Die zwei Ausgaben in Form eines „Weihnachtsspecials“ mit verändertem Konzept (siehe oben) wurden am 2. und 5. Dezember 2022 aufgezeichnet und bereits am 8. und 15. Dezember 2022 (donnerstags) ausgestrahlt. Trotz der längeren Pause trat Titelverteidiger Björn Beinhorn erneut an.
| Spiel | Kandidat 1     | Kandidat 1 | Kandidat 1                  | Kandidat 1 | Kandidat 2  | Kandidat 2 | Kandidat 2             | Kandidat 2   | Spieltitel               | Preis                    |
| Spiel | Name           | Alter      | Beruf                       | Wohnort    | Name        | Alter      | Beruf                  | Wohnort      | Spieltitel               | Preis                    |
| ----- | -------------- | ---------- | --------------------------- | ---------- | ----------- | ---------- | ---------------------- | ------------ | ------------------------ | ------------------------ |
| 1     | Björn Beinhorn | 27         | Friedhofsgärtner            | Hannover   | Anne-Sophie | 35         | Social-Media-Managerin | Berlin       | Patschehändchen          | Staubsauger              |
| 2     | Torben         | 40         | Lehrer                      | Oberhausen | Anne-Sophie | 35         | Social-Media-Managerin | Berlin       | Wer ist das?             | E-Scooter                |
| 3     | Mirja          | 32         | Projektmanagerin            | Lissabon   | Anne-Sophie | 35         | Social-Media-Managerin | Berlin       | Handstand-Schalter       | Heimwerker-Maschinen-Set |
| 4     | Mirja          | 32         | Projektmanagerin            | Lissabon   | Marivin     | 31         | Lehrer                 | Kiel         | Einkaufswagen Parken     | Handtasche               |
| 5     | Mirja          | 32         | Projektmanagerin            | Lissabon   | Benjamin    | 33         | Bürgermeister          | Horben       | Sachen Treffen           | Tablet                   |
| 6     | Mirja          | 32         | Projektmanagerin            | Lissabon   | Milan Mato  | 27         | Ranger                 | keine Angabe | Tischtennis-Maschine     | Heimtrainer              |
| 7     | Mirja          | 32         | Projektmanagerin            | Lissabon   | Sascha      | 38         | Sachbearbeiter         | Saarland     | Fußball                  | Notebook                 |
| 8     | Laura          | 28         | Erzieherin                  | Düsseldorf | Sascha      | 38         | Sachbearbeiter         | Saarland     | Blamieren oder Kassieren | Goldbarren               |
| 9     | Radko          | 35         | Event- und Marketingmanager | Dresden    | Sascha      | 38         | Sachbearbeiter         | Saarland     | Karussell-Ball           | Motorroller              |
| 10    | Radko          | 35         | Event- und Marketingmanager | Dresden    | Murat       | 36         | IT-Administrator       | keine Angabe | Ausbuzzern               | Auto                     |

| Spiel | Kandidat 1 | Kandidat 1 | Kandidat 1                           | Kandidat 1 | Kandidat 2 | Kandidat 2 | Kandidat 2                      | Kandidat 2   | Spieltitel               | Preis          |
| Spiel | Name       | Alter      | Beruf                                | Wohnort    | Name       | Alter      | Beruf                           | Wohnort      | Spieltitel               | Preis          |
| ----- | ---------- | ---------- | ------------------------------------ | ---------- | ---------- | ---------- | ------------------------------- | ------------ | ------------------------ | -------------- |
| 1     | Radko      | 35         | Event- und Marketingmanager          | Dresden    | Louis      | 25         | Verwaltungsangestellter         | Braunschweig | Besenlauf                | Spielekonsole  |
| 2     | Radko      | 35         | Event- und Marketingmanager          | Dresden    | Tanja      | 35         | Lehrerin                        | Hanau        | Filmplakate              | Gasgrill       |
| 3     | Radko      | 35         | Event- und Marketingmanager          | Dresden    | Judith     | 30         | Unternehmensberaterin           | München      | Fallen lassen            | Staubsauger    |
| 4     | Conny      | 37         | Referentin für Öffentlichkeitsarbeit | Siegen     | Judith     | 30         | Unternehmensberaterin           | München      | Schaukelball             | Smartphone     |
| 5     | Raphael    | 35         | Bauingenieur                         | Hausen     | Judith     | 30         | Unternehmensberaterin           | München      | Wo liegt was?            | Fernseher      |
| 6     | Anne       | 34         | Rechtsanwältin                       | Berlin     | Judith     | 30         | Unternehmensberaterin           | München      | Tischcurling             | Notebook       |
| 7     | Joss       | 39         | Ausbilder                            | Köln       | Judith     | 30         | Unternehmensberaterin           | München      | Floorball                | Kaffeemaschine |
| 8     | Dennis     | 26         | Auszubildender für Flugsicherung     | Darmstadt  | Judith     | 30         | Unternehmensberaterin           | München      | Blamieren oder Kassieren | E-Bike         |
| 9     | Marco      | 27         | Bankangestellter                     | Gauting    | Judith     | 30         | Unternehmensberaterin           | München      | Umklappen                | Armbanduhr     |
| 10    | Marco      | 27         | Bankangestellter                     | Gauting    | Waranyoo   | 38         | Mitarbeiter im Online-Marketing | Hamburg      | Ballerburg               | Auto           |

### RTL

#### Staffel 1
Die vier Ausgaben wurden im Dezember 2023 im Studio Köln-Mülheim aufgezeichnet. Ab dem 24. Februar wurden sie jeweils Samstags bei RTL ausgestrahlt und bereits eine Woche zuvor bei RTL+ veröffentlicht.

##### Bestenliste
Die zwei besten Kandidaten ziehen in das Finale ein. Entscheidend ist dafür die Anzahl an Siegen, nicht die erspielte Gewinnsumme.
Mimi Kraus und Matthias Steiner sind mit 8 bzw. 5 Siegen in das Finale eingezogen. Mimi Kraus hat das Finale und damit zusätzliche 100.000 € gewonnen.
| \| Platzierung \| Name \| Siege \| Gewinnsumme \| \| ----------- \| ---------------- \| ----- \| -------------------- \| \| 1 \| Mimi Kraus \| 8 \| 80.000 € + 100.000 € \| \| 2 \| Matthias Steiner \| 5 \| 50.000 € \| \| 3 \| René Casselly \| 4 \| 0 € \| \| 4 \| Paul Janke \| 3 \| 30.000 € \| \| 4 \| Calvin Kleinen \| 3 \| 30.000 € \| \| 4 \| Jana Wosnitza \| 3 \| 30.000 € \| \| 7 \| Timothy Boldt \| 2 \| 20.000 € \| \| 7 \| Evelyn Burdecki \| 2 \| 20.000 € \| \| 7 \| Serkan Yavuz \| 2 \| 20.000 € \| \| 7 \| Lola Weippert \| 2 \| 0 € \| \| 11 \| Hilde Gerg \| 1 \| 0 € \| \| 11 \| Timur Ülker \| 1 \| 0 € \| \| 11 \| Philipp Boy \| 1 \| 0 € \| \| 11 \| Axel Stein \| 1 \| 0 € \| \| 11 \| Eko Fresh \| 1 \| 0 € \| \| 11 \| Moritz Hans \| 1 \| 0 € \| |                  |       |                      |
| Platzierung | Name             | Siege | Gewinnsumme          |
| 1 | Mimi Kraus       | 8     | 80.000 € + 100.000 € |
| 2 | Matthias Steiner | 5     | 50.000 €             |
| 3 | René Casselly    | 4     | 0 €                  |
| 4 | Paul Janke       | 3     | 30.000 €             |
| 4 | Calvin Kleinen   | 3     | 30.000 €             |
| 4 | Jana Wosnitza    | 3     | 30.000 €             |
| 7 | Timothy Boldt    | 2     | 20.000 €             |
| 7 | Evelyn Burdecki  | 2     | 20.000 €             |
| 7 | Serkan Yavuz     | 2     | 20.000 €             |
| 7 | Lola Weippert    | 2     | 0 €                  |
| 11 | Hilde Gerg       | 1     | 0 €                  |
| 11 | Timur Ülker      | 1     | 0 €                  |
| 11 | Philipp Boy      | 1     | 0 €                  |
| 11 | Axel Stein       | 1     | 0 €                  |
| 11 | Eko Fresh        | 1     | 0 €                  |
| 11 | Moritz Hans      | 1     | 0 €                  |

##### Übersicht der einzelnen Sendungen
In gelb dargestellt sind die Gewinner der jeweiligen Spiele und die tatsächlich gewonnenen Summen.
| Spiel | Kandidat 1         | Kandidat 1           | Kandidat 2      | Kandidat 2           | Spieltitel               |
| Spiel | Name               | Mögliche Gewinnsumme | Name            | Mögliche Gewinnsumme | Spieltitel               |
| ----- | ------------------ | -------------------- | --------------- | -------------------- | ------------------------ |
| 1     | Hilde Gerg         | 10.000 €             | Elena Miras     | 10.000 €             | Ausquetschen             |
| 2     | Hilde Gerg         | 20.000 €             | Timothy Boldt   | 10.000 €             | Waage-Werfen             |
| 3     | Calvin Kleinen     | 10.000 €             | Timothy Boldt   | 20.000 €             | Blamieren oder Kassieren |
| 4     | Calvin Kleinen a   | 10.000 €             | Paul Janke      | 10.000 €             | Fußball                  |
| 5     | Adriano Salvaggio  | 10.000 €             | Paul Janke      | 20.000 €             | Songanfang               |
| 6     | Lili Paul-Roncalli | 10.000 €             | Paul Janke      | 30.000 €             | Shuffleboard             |
| 7     | Calvin Kleinen a   | 10.000 €             | Lucas Cordalis  | 10.000 €             | Klopapier trennen        |
| 8     | Calvin Kleinen     | 20.000 €             | René Casselly   | 10.000 €             | Wer war das?             |
| 9     | Calvin Kleinen     | 30.000 €             | Benjamin Melzer | 10.000 €             | Eingießen                |
| 10    | René Casselly a    | 10.000 €             | Pascal Hens     | 10.000 €             | Anschrauben              |

| Spiel | Kandidat 1       | Kandidat 1           | Kandidat 2     | Kandidat 2           | Spieltitel               |
| Spiel | Name             | Mögliche Gewinnsumme | Name           | Mögliche Gewinnsumme | Spieltitel               |
| ----- | ---------------- | -------------------- | -------------- | -------------------- | ------------------------ |
| 1     | René Casselly    | 20.000 €             | Prince Damien  | 10.000 €             | Segeln                   |
| 2     | René Casselly    | 30.000 €             | Joachim Llambi | 10.000 €             | Wurf-Dreikampf           |
| 3     | René Casselly    | 40.000 €             | Elena Carrière | 10.000 €             | Nachbarländer            |
| 4     | René Casselly    | 50.000 €             | Timur Ülker    | 10.000 €             | Schütteln                |
| 5     | Jana Wosnitza    | 10.000 €             | Timur Ülker    | 20.000 €             | Tischtennis              |
| 6     | Jana Wosnitza    | 20.000 €             | Thorsten Legat | 10.000 €             | Rollen                   |
| 7     | Jana Wosnitza    | 30.000 €             | Tobias Wegener | 10.000 €             | Der Toaster              |
| 8     | Joachim Llambi a | 10.000 €             | Mimi Kraus     | 10.000 €             | Drift Trike              |
| 9     | Valentin Lusin   | 10.000 €             | Mimi Kraus     | 20.000 €             | Blamieren oder Kassieren |
| 10    | Julius Brink     | 10.000 €             | Mimi Kraus     | 30.000 €             | Flaschenlauf             |

| Spiel | Kandidat 1      | Kandidat 1           | Kandidat 2             | Kandidat 2           | Spieltitel               |
| Spiel | Name            | Mögliche Gewinnsumme | Name                   | Mögliche Gewinnsumme | Spieltitel               |
| ----- | --------------- | -------------------- | ---------------------- | -------------------- | ------------------------ |
| 1     | Mimi Kraus      | 40.000 €             | Katja Burkard          | 10.000 €             | Auf den Tisch            |
| 2     | Mimi Kraus      | 50.000 €             | Filip Pavlović         | 10.000 €             | Wer wird das?            |
| 3     | Mimi Kraus      | 60.000 €             | Lola Weippert          | 10.000 €             | Medizin-Basketball       |
| 4     | Mimi Kraus      | 70.000 €             | Felix von Jascheroff   | 10.000 €             | Föhnrennen               |
| 5     | Mimi Kraus      | 80.000 €             | Jolina Mennen          | 10.000 €             | Blamieren oder Kassieren |
| 6     | Lola Weippert a | 10.000 €             | Anna-Carina Woitschack | 10.000 €             | Floorball                |
| 7     | Lola Weippert   | 20.000 €             | Kevin Kuske            | 10.000 €             | Domino                   |
| 8     | Lola Weippert   | 30.000 €             | Philipp Boy            | 10.000 €             | Redewendungen            |
| 9     | Axel Stein      | 10.000 €             | Philipp Boy            | 20.000 €             | Die Windmühle            |
| 10    | Axel Stein      | 20.000 €             | Matthias Steiner       | 10.000 €             | Durchschlagen            |

| Spiel | Kandidat 1        | Kandidat 1           | Kandidat 2       | Kandidat 2           | Spieltitel               |
| Spiel | Name              | Mögliche Gewinnsumme | Name             | Mögliche Gewinnsumme | Spieltitel               |
| ----- | ----------------- | -------------------- | ---------------- | -------------------- | ------------------------ |
| 1     | Matthias Steiner  | 20.000 €             | Evelyn Burdecki  | 10.000 €             | Zahnbürste               |
| 2     | Matthias Steiner  | 30.000 €             | Luna Schweiger   | 10.000 €             | Lichter ausschießen      |
| 3     | Matthias Steiner  | 40.000 €             | Kevin Großkreutz | 10.000 €             | Gerade oder Ungerade     |
| 4     | Matthias Steiner  | 50.000 €             | Jörn Schlönvoigt | 10.000 €             | Kaugummi spucken         |
| 5     | Evelyn Burdecki a | 10.000 €             | Eko Fresh        | 10.000 €             | Kabel aufrollen          |
| 6     | Evelyn Burdecki   | 20.000 €             | Jorge Gonzalez   | 10.000 €             | Songanfang               |
| 7     | Eko Fresh a       | 10.000 €             | Gustav Schäfer   | 10.000 €             | Smoothies                |
| 8     | Eko Fresh         | 20.000 €             | Moritz Hans      | 10.000 €             | Shoot Out                |
| 9     | Serkan Yavuz      | 10.000 €             | Moritz Hans      | 20.000 €             | Blamieren oder Kassieren |
| 10    | Serkan Yavuz      | 20.000 € b           | Kim Tränka       | 10.000 €             | Tisch-Titschen           |

| Spiel-Nr. | Spieltitel           | Sieger           |
| --------- | -------------------- | ---------------- |
| 1         | Rechnen und Lupfen   | Mimi Kraus       |
| 2         | Sortieren und Werfen | Matthias Steiner |
| 3         | Finden und Hämmern   | Mimi Kraus       |
| 4         | Zählen und Schlagen  | Mimi Kraus       |

## Besondere Vorkommnisse
- Bei dem Spiel Riechen in der am 15. August 2019 ausgestrahlten Folge wurde Kandidat Björn zu früh als Gewinner ausgerufen. Nachdem er acht Punkte in 7:05 Minuten vorgelegt hatte, erzielte Robin ebenfalls acht Punkte in derselben Zeit. Robin hätte noch die Möglichkeit gehabt mit der letzten zu erriechenden Substanz zu gewinnen, jedoch nahm die Regie offenbar an, dass das Spiel vorbei und Björn der Sieger sei. Da Robin folglich die Sichtschutzbrille frühzeitig abnahm und den zu nennenden Gegenstand sah, wurde ein Entscheidungsdurchgang gespielt. Beide bekamen dieselbe Substanz, Robin buzzerte schneller, antwortete korrekt und gewann so das Spiel.
- Beim Spiel Ausquetschen in Folge 1 der Neuauflage bei RTL verschlimmerte sich bei Elena Miras eine Vorverletzung am Finger, weshalb sie und ihre Kontrahentin später nur noch mit der rechten Hand spielten. Später wurde sie nochmals ärztlich behandelt und stand nicht mehr als mögliche Kandidatin zur Wahl.
- Beim Spiel Durchschlagen in Folge 3 der Neuauflage bei RTL hat sich Axel Stein eine Platzwunde über dem Auge zugezogen und musste ärztlich behandelt werden. Axel Stein konnte danach weiterspielen und der Spielaufbau wurde daraufhin verletzungssicherer gemacht.

## Diverses
- Aufgrund der Sendungslänge besteht eine Show nicht wie bei Schlag den Raab aus bis zu regulär 15, sondern aus bis zu elf (bzw. zwölf im Falle eines Stechens) Spielen. Aus Schlag den Star ist das ehemalige Format mit neun Spielen bekannt, lediglich die Sonderausgabe mit Lukas Podolski vs. Elton wurde abweichend mit elf vorgesehenen Spielen gespielt.

- Nach der Einstellung der Samstagabendshow Schlag den Raab im Dezember 2015 ist Schlag den Besten neben Schlag den Star und Schlag den Henssler der dritte Ableger des ursprünglichen Formats.
- Helge Georg war 2012 bzw. 2013 bereits Kandidat des TV total Quizboxens, wo er 75.000 € gewann.
- Schlag den Besten ist der erste Ableger von Schlag den Raab, der bei RTL ausgestrahlt wird.

## Einschaltquoten
| Folge                      | Datum             | Zuschauer | Zuschauer       | Marktanteil | Marktanteil     | Quelle               |
| Folge                      | Datum             | Gesamt    | 14 bis 49 Jahre | Gesamt      | 14 bis 49 Jahre | Quelle               |
| -------------------------- | ----------------- | --------- | --------------- | ----------- | --------------- | -------------------- |
| Staffel 1 (2019)           |                   |           |                 |             |                 |                      |
| 1                          | 8. August 2019    | 1,30 Mio. | 0,79 Mio.       | 5,5 %       | 11,9 %          | [ 18 ] [ 19 ] [ 20 ] |
| 2                          | 15. August 2019   | 1,30 Mio. | 0,79 Mio.       | 5,7 %       | 11,7 %          | [ 21 ] [ 22 ]        |
| 3                          | 22. August 2019   | 1,17 Mio. | 0,68 Mio.       | 4,8 %       | 09,8 %          | [ 23 ]               |
| 4                          | 29. August 2019   | 1,28 Mio. | 0,74 Mio.       | 5,3 %       | 10,3 %          | [ 24 ]               |
| Staffel 2 (2020)           |                   |           |                 |             |                 |                      |
| 5                          | 28. Januar 2020   | 0,94 Mio. | 0,56 Mio.       | 3,3 %       | 07,0 %          | [ 25 ]               |
| 6                          | 4. Februar 2020   | 0,87 Mio. | 0,47 Mio        | 3,0 %       | 05,5 %          | [ 26 ]               |
| 7                          | 11. Februar 2020  | 1,20 Mio. | 0,63 Mio.       | 4,5 %       | 08,3 %          | [ 27 ] [ 28 ]        |
| 8                          | 18. Februar 2020  | 1,28 Mio. | 0,80 Mio.       | 4,5 %       | 10,0 %          | [ 29 ]               |
| 9                          | 25. Februar 2020  | 1,28 Mio. | 0,75 Mio.       | 4,4 %       | 9,3 %           | [ 30 ] [ 31 ]        |
| Staffel 3 (2022)           |                   |           |                 |             |                 |                      |
| 10                         | 8. Dezember 2022  | 1,09 Mio. | 0,51 Mio.       | 4,5 %       | 9,7 %           | [ 32 ]               |
| 11                         | 15. Dezember 2022 | 1,08 Mio. | 0,46 Mio.       | 4,1 %       | 8,1 %           | [ 33 ] [ 34 ]        |
| Fortsetzung bei RTL (2024) |                   |           |                 |             |                 |                      |
| 1                          | 24. Februar 2024  | 2,08 Mio. | 0,74 Mio.       | 9,5 %       | 15,4 %          | [ 35 ]               |
| 2                          | 2. März 2024      | 1,75 Mio. | 0,60 Mio.       | 7,5 %       | 12,8 %          | [ 35 ]               |
| 3                          | 09. März 2024     | 2,23 Mio. | 0,68 Mio.       | 10,2 %      | 14,6 %          | [ 36 ]               |
| 4                          | 16. März 2024     | 1,99 Mio. | 0,54 Mio.       | 9,7 %       | 12,6 %          | [ 37 ]               |